# Yarumal
Yarumal là một khu tự quản thuộc tỉnh Antioquia, Colombia. Thủ phủ của khu tự quản Yarumal đóng tại Yarumal Khu tự quản Yarumal có diện tích 724 ki lô mét vuông. Đến thời điểm ngày 28 tháng 5 năm 2005, khu tự quản Yarumal có dân số 32539 người.